# Словесные названия российского оружия/О
Словесные названия российского оружия
А
Б
В
Г
Д
Е
Ё
Ж
З
И
К
Л
М
Н
О
П
Р
С
Т
У
Ф
Х
Ц
Ч
Ш
Щ
Э
Ю
Я
- «Обвалование» — спецавтомобиль оперативно-технической поддержки
- «Обжимка» — 120-мм САУ 2С21
- «Обзор» — мобильная РЛС кругового обзора 9С15М (С-300В)
- «Обзор» — авиационная навигационно-прицельная РЛС
- «Обзор» — авиационная нашлемная система целеуказания
- «Обзор» — блок обработки видеосигналов на Су-24МР
- «Обзор» — комплекс РТР
- «Облако» — 125-мм противоградовая ракета на 4- или 12-ствольной установке
- «Облако» — метеорадар МРЛ-1
- «Облик» — спутник фоторазведки
- «Оболочка» — криволинейные оболочки для блиндажей
- «Оборона» — РЛС РТВ ПВО (5Н84А)
- «Оборотень» — двухсторонний маскировочный костюм
- «Оборотень» — нож выживания
- «Обсерватория» — РЛС П-50
- «Обувка» — 40-мм подствольный гранатомёт ГП-30 (6Г21)
- «Обь» — мобильная РЛС ПВО/РЛК ЗСУ-37-2 Енисей
- «Обь» — морское госпитальное судно пр. 320
- «Обь» — прибор обнаружения скрытой аппаратуры
- «Обь» — система управления танковым огнём 1А33 (на танках Т-64Б, Т-80)
- «Овал» — авиационная РЛС
- «Овод» — авиационная ракета средней дальности (В-З)
- «Овод» — командный пункт начальника ПВО полка
- «Овод» — ПТРК с ракетой 9М12
- «Овод» — малый ракетный корабль проекта 1234 (Буря) [Nanuchka-I]
  - «Овод-Э» — малый ракетный корабль проекта 1234Э [Nanuchka-II]
  - «Овод-1» — малый ракетный корабль проекта 1234.1 [Nanuchka-III]
- «Овод» — радиовзрыватель 5Е11 для ракеты В-755
- «Овод» — 212-мм НАР АРС-212 (С-21)
- «Овод» — авиационная ракета Х-59 класса «воздух-земля»
- «Овод» — подвижная станция помех КВ радиосвязи Р-325
- «Огневой» — большой противолодочный корабль пр. 61МП
- «Огневой» — эскадренный миноносец пр. 30
- «Огонёк» — пограничный сторожевой корабль пр. 12130
- «Огонёк» — 55-мм корабельный семиствольный гранатомёт МРГ-1
- «Огонёк» — опытный транспортёр переднего края НАМИ-049
- «Огонь» — морская 140-мм РСЗО А-22
- «Огонь» — огнемётная система на базе ТОС-1
- «Огонь» — перспективный пехотный огнемёт
- «Ограда» — корабельная станция постановки активных помех МП-264
- «Ожерелье» — гранатометная установка ДП-65 (98У)
- «Озеро» — авиационная РЛС кругового обзора
- «Озокерит» — мобильный центр спутниковой связи для ВВС на Урал-4320
- «Ока» — вертолётная опускающаяся ГАС ВГС-2
- «Ока» — авиационный бортовой связной КВ радиопередатчик Р-805 (РСБ-5)
- «Ока» — оперативно-тактический ракетный комплекс 9К714 (ОТР-23) (Р-400) [SS-23 Spider]
  - «Ока-У» — оперативно-тактический ракетный комплекс 9К714У (ОТР-23) (Р-400) [KY-19]
- «Ока» — 420-мм самоходный миномёт 2Б1
- «Ока» — мобильная лазерно-телевизионная станция
- «Окаменелость» — аппаратная каналообразования П-256Ц на базе комплекса П-335
- «Океан» — корабельная ГАС
- «Океан» — береговая СДВ радиостанция
- «Океан» — авиационный радиоэлектронный комплекс
- «Океан» — исследовательский КА
- «Океан» — КА РТР 17Ф43 (на базе КА «Целина-2»)
- «Око» — серия космических аппаратов 73Д6
- «Око» — вертолётный комплекс ДРЛО Э-801
- «Околыш» — КВ радиопередатчик Р-397ОК
- «Окно» — оптико-электронный комплекс обнаружения космических объектов (54Ж6)
- «Округ» — корабельная боевая информационно-управляющая система
- «Окружность» — аппаратура определения взаимных координат самолётов группы А-315
- «Октава» — станция радиоконтроля и радиотехнической разведки СРКР-1 (1АРК10)
- «Октава» — космический перехватчик
- «Октава» — прибор обнаружения скрытой аппаратуры
- «Октан» — КА детальной фоторазведки 11Ф693 («Янтарь-4К1»)
- «Окунь» — корабельный КВ радиопередатчик Р-654
- «Окуляр» — станция спутниковой связи ПКП
- «Олень» — корабельная ГАС миноискания МГ-59
- «Олень» — воздушная мишень ИЦ-59
- «Оливия» — защищённая операционная система 83Т61
- «Ольха» — машина начальника штаба дивизиона 1В111 (9С77М)
- «Ольха» — опытный танк Т-80У (объект 219АС) с усовершенствованной ЗПУ в специальной башенке
- «Ольхон-СМ» — КВ радиостанция Р-353СМ (для фронтовой разведки)
- «Омар» — десантные катера на воздушной подушке проекта 1209 [Utenok]
- «Омега» — радионавигационная система
- «Омега» — радиоприёмник Р-311
- «Омнибус» — корабельная БИУС МВУ-132 для АПЛ
- «Омуль» — модернизированная торпеда 53-65 КЭ
- «Омуль» — станция РЭБ Л-280 для защиты самолётов фронтовой авиации Тополь-Э (станция РЭБ)
- «Онега» — тактический ракетный комплекс с ракетой 3М1
- «Онега» — прибор управления торпедной стрельбой
- «Онега» — прибор обнаружения скрытой радиоаппаратуры
- «Онега» — ракета-носитель (проект)
- «Оникс» — корабельный КВ радиоприёмник Р-675
- «Оникс» — радио АТС для ЕССС-2
- «Оникс» — противокорабельная ракета 3М55 (П-800)
- «Опал» — аппаратура для приёма, регистрации и информационного контроля телеметрической информации (14И93)
- «Оператор» — командно-штабная машина объект 506 (проект)
- «Оплот» — семейство армейских автомобилей МАЗ
- «Опушка» — СБН (сбрасываемый бортовой накопитель) — аварийный регистратор самолётов морской авиации
- «Опытный» — опытный эскадренный миноносец проекта 45
- «Орбита» — семейство авиационных бортовых цифровых вычислительных машин
- «Орбита» — опытный самолёт-мишень М-16
- «Орбита» — траекторная телеметрическая система морского базирования
- «Орден» — средство пассивной РТР
- «Ордер» — авиационная противолодочная ракета-торпеда (проект)
- «Оредеж» — гидроакустическая станция МГА-1 спасательных судов
- «Орёл» — авиационная ПКР (заградительная ракето-торпеда) АПР-3
- «Орёл» — самолёт СДВ-ретранслятор для обеспечения связи с подводными лодками Ту-142МР [Bear]
- «Орёл» — тяжёлый авианесущий крейсер проекта 1143.5 (Адмирал Кузнецов) [Kreml]
- «Орёл» — беспилотный высотный самолёт М-62 (проект)
- «Орёл» — переносная КВ радиостанция Р-350 (для спецназа)
- «Орёл» — авиационный радиолокационный прицел
- «Орёл» — тяжёлый самолёт Ан-124-РС-22 (носитель МБР РТ-23)
- «Оренбург» — большая АПЛ специального назначения проекта 09774/667А
- «Орех» — корабельная УКВ радиорелейная станция Р-405КБ
- «Орех» — подвижной пункт управления радиоузлом ОСНАЗ
- «Орех» — морской ЗРК
- «Орех» — радиолокационная система управления 3Р-90 (ЗРК 3М-90)
- «Орион» — очки ночного видения
- «Орион» — мобильная автоматическая станция радиотехнической разведки 85В6Е
- «Орион» — корабельная ГАС МГ-342
- «Орион» — КВ/УКВ приёмная аппаратная (узловая) Р-161ПУ
- «Орион» — авиационная РЛС переднего обзора (на Су-24)
- «Орион» — топографический КА 11Ф629 («Зенит-4МТ»)
- «Орион» — военный беспилотный летательный аппарат (БПЛА) средневысотный большой продолжительности полёта разработки компании «Кронштадт» (ООО «ИТР»)
- «Орион» — научно-исследовательские корабли проекта 01340[1]
- «Орлан» — ТАКР проекта 1144 [Balcom I]
- «Орлан» — авиационная противолодочная торпеда АПР-2 («Ястреб-М»)
- «Орлан» — авиационная УКВ радиостанция (на Ан-124)
- «Орлан» — авиационная лазерно-ТВ прицельная станция
- «Орлан» — многоцелевой оперативный БПЛА
- «Орлёнок» — экраноплан пр. 904 (6М-80) [Orljonok] [Drakon]
- «Орлец» — спутник фоторазведки («Дон»)
- «Ороин» — радиоизотопный термоэлектрический генератор на КА «Стрела-1»
- «Ортопед» — прибор поиска неконтактных взрывных устройств («Гусар»)
- «Орша» — авиационный опускаемый магнетометр АПМ-60
- «Оса» — автоматизированный войсковой зенитный ракетный комплекс 9К33 [SA-8 Gesko]
  - «Оса-АК» — автоматизированный войсковой зенитный ракетный комплекс 9К33М2
  - «Оса-АКМ» — автоматизированный войсковой зенитный ракетный комплекс 9К33М3
  - «Оса-М» — автоматизированный морской зенитный ракетный комплекс М-4 [SA-N-4 Gesko]
- «Оса» — авиационный радиолокационный прицельный комплекс
- «Оса» — корабельный КВ радиопередатчик для ПЛ Р-636
- «Оса» — четырёхствольный травматический пистолет ПБ-4-1-МЛ
- «Оса» — разведывательный вертолёт Ка-56 (проект)
- «Осень» — авиационная всевысотная бортовая тепловизионная аппаратура
- «Оскол» — автоматизированный радиолокационный и связной комплекс (АРЛСК) П-96 (5Н85)
- «Осколок» — осколочный выстрел ОГ-7В к РПГ-7 («Карандаш»)
- «Основа» — комплекс средств автоматизации командного пункта радиотехнического батальона
- «Основа» — семейство армейских автомобилей БАЗ
- «Осьминог» — прицельно-поисковая система вертолёта Ка-27ПЛ
- «Осьминог» — судно спасения подводных лодок проекта 537 («Эльбрус»)
- «Ось» — маркерная радиоаппаратура посадки самолётов
- «Отбор» — комплекс профессионального отбора военных специалистов 83Т79
- «Отведок-Раскрепощение» — корабельная ТВ-посадочная система
- «Ответ» — система морского оружия
- «Ответ» — оконечное устройство запуска сирен П-264А
- «Отклик» — авиационная аппаратура лазерной разведки Л-140
- «Открытое небо» — авиационная система наблюдения А-84ОН
- «Отпор» — авиационная система обороны
- «Отрада» — СДВ радиоприёмник Р-692
- «Отражатель» — ГАС измерения скорости звука в воде МГ-543
- «Отцепка» — БРЭМ-Д (на базе 2С25)
- «Отшельник» — БПЛА аэродромного базирования
- «Охота» — минный комплект НВУ-П
- «Охота» — автоматизированная станция радиотехнического контроля
- «Охотник» — радиопеленгатор
- «Охотник» — авиационная система обработки видеоизображения
- «Охотник» — перспективный беспилотный авиационный комплекс разработки ОКБ имени П. О. Сухого
- «Охотск» — гидроакустический комплекс
- «Охра» — башенная пулемётная установка
- «Охта» — комплекс радиационно-химической разведки и сигнализации
- «Оценка» — комплекс засечки ядерных взрывов К-191Р